# Прапор Сенькового (Куп'янський район)
Пра́пор Се́нькового — один з офіційних символів села Сенькове, Куп'янський район Харківської області, затверджений рішенням сесії Сеньківської сільської ради.

## Опис прапора
Квадратне полотнище з вміщеними на ньому кольорами і фігурами малого герба.